# Sous le vent
Sous le vent – pierwszy singiel z debiutanckiej płyty Garou, Seul.
Autorem piosenki jest Jacques Veneruso. Z Garou zaśpiewała kanadyjska piosenkarka Celine Dion. We Francji singiel uzyskał status diamentowy i osiągnął 1. miejsce na liście najlepiej sprzedających się singli.
Piosenka została nagrodzona NRJ Music Award za najlepszy duet i Victoire de la musique za piosenkę roku.

## Certyfikaty i sprzedaż
| Kraj       | Certyfikat | Sprzedaż | Najwyższa pozycja |
| ---------- | ---------- | -------- | ----------------- |
| Kanada     |            |          | 14                |
| Francja    | Diamentowa | 750.000  | 1                 |
| Belgia     |            |          | 1                 |
| Szwajcaria |            |          | 2                 |